# Ана Магдалена Бах
Вижте пояснителната страница за други личности с името Бах.
Ана Магдалена Бах, моминско име Вилке (на немски: Anna Magdalena Bach, Wilcke или Wilcken), е втората съпруга на Йохан Себастиан Бах.

## Биография
Тя е родена в Цайтз, Саксония, в семейство на музиканти. Нейният баща Йохан Каспар Вилке е тромпетист, а майка ѝ Маргарета Елизабет Лийбе е дъщеря на органист. Още като малка тя получава музикално образование и е наета като сопрано през 1721 г., като вече е познавала Бах по това време.
Тя се омъжва за Бах на 3 декември 1721, 17 месеца след смъртта на първата му съпруга Мария Барбара Бах. От брака им, в периода 1723 – 1742 г., се раждат 13 деца, 7 от които умират малки. Ана Магдалена се грижи за децата на Бах от първия брак, като за свои собствени.
Спиък на децата, родени от Ана Магдалена:
- Кристиана София Хенриета (* 1723; † 1726)
- Готфрид Хайнрих (* 1724; † 1763)
- Кристиан Готлиб (* 1725; † 1728)
- Елизабет Юлияна Фредерика, наречена „Лийзген“ (* 1726; † 1781)
- Ернестус Андреас (* 1727; † 1727)
- Регина Йохана (* 1728; † 1733)
- Кристиана Бенедикта (* 1729; † 1730)
- Кристиана Доротея (* 1731; † 1732)
- Йохан Кристоф Фридрих, the 'Bückeburg' Bach (* 1732; † 1795)
- Йохан Аугуст Абрахам (* 1733; † 1733)
- Йохан Кристиан, наречен 'Лондонският' Бах (* 1735; † 1782)
- Йохана Каролина (* 1737; † 1781)
- Регина Сузана (* 1742; † 1809)

Бракът на Ана Магдалена и Йохан Себастиан бил щастлив, въпреки голямата разлика във възрастта (17 г.), като общият интерес към музиката ги свързва. Съпругът ѝ пише редица композиции, посветени на нея, най-известна от които е „Клавирна тетрадка на Ана Магдалена Бах (Notenbüchlein für Anna Magdalena Bach)“. Тя редовно преписва музиката на съпруга си, а впоследствие научава и децата да го правя.
Докато семейството живее в Лайпциг, Ана Магдалена и съпругът ѝ редовно организират музикални събития, в които цялото семейсто се включва, пеейки с поканените гости. Домът на Бах бил музикален център в града.
След смъртта на Бах през 1750 г., нейните синове влизат в конфликт и поемат по различни пътища. Ана Магдалена остава да живее с две от дъщерите си и една от дъщерите на Бах от първия му брак. Те ѝ остават верни, но никой друг от семейството не ги подпомага финансово. Ана Магдалена става все по-зависима от милостинята и подаянията, давани ѝ от градския съвет. Тя умира на 27 февруари 1760 г. и е погребана в неизвестен гроб в бедняшкото гробище при църквата „Св. Йоан“ (Johanniskirche). Църквата е разрушена при Съюзническите бомбардировки през Втората световна война.

## Вероятен композитор
Предполага се, че Ана Магдалена е композирала няколко музикални пиеси под името на съпруга си. Професор Мартин Джарвис от Училището по изкуства към университета „Чарлз Дарвин“ в Австралия, твърди че тя може би е написала „Шест сюити за соло виолончело“ (BWV 1007 – 1012), както и че има участие при създаването на арията от „Голдберг вариации“ (BWV 988). Това становище обаче се отхвърля от Йо Томита.

## Биографични източници
- Гайринген, Карл (1958) Die Musikerfamilie Bach: Leben und Wirken in drei Jahrhunderten. Unter Mitarbeit von Irene Geiringer. München. Beck. ISBN 3-406-06985-1

Фиктивната автобиография „Малки хроники на Ана Магдалена Бах (The Little Chronicle of Anna Magdalena Bach)“ е написана през 1925 от английския автор Истър Мейнъл. Това сантиментално повествование за живота на семейство Бах е художествена измислица и не е базирано на исторически извори и факти.
Сборник материали относно Ана Магдалена Бах са публикувани от Мария Хюбнер през 2005 г. в книгата „Anna Magdalena Bach. Ein Leben in Dokumenten und Bildern“, допълнена с биографично есе на известния Бахов изследовател Кристоф Волф.